# Prášková metalurgie
Prášková metalurgie je metoda výroby dílů (polotovarů i finálních výrobků) z prášků kovů, oxidů a karbidů kovů a nekovových prášků. Dost často se používají i směsi těchto materiálů.

## Výrobky
- Nástroje na obrábění kovů
- Porézní díly jako filtry či polotovary pro olejem napouštěná pouzdra ložisek
- Magnetické materiály (např. slitiny AlNiCo)

## Výhody
- Využije se kompletní materiál.
- Díly lze vyrábět jediným technologickým krokem.
- Velmi vysoká výrobní přesnost
- Je možné smíchat takové materiály jako třeba hliník a wolfram, které se nedají slévat.

## Nevýhody
- Výroba se vyplácí až při značně vysokých sériích. (drahé stroje)
- Nižší hutnost výrobků → nižší pevnost (oproti jiným způsobům výroby)

## Výroba prášku
Prášek se vyrábí z taveniny rozstřikováním a následným ochlazením.

### Nástřik
Prášek se nejčastěji vyrábí nástřikem, kdy se roztavený kov rozprašuje do nádoby s vodou. K rozprašování se používá vzduch, případně dusík nebo voda. Při rozprašování vzduchem vznikají velmi jemná kulatá zrnka, Při rozprašování vodou jsou zrnka kostrbatější, z nichž lze vyrobit poréznější materiál.

### Karbonyl
Tímto způsobem se vyrábí nejčistější prášek s velmi jemnou frakcí. Karbonyly jsou sloučeniny kovů s oxidem uhelnatým (CO), např. pentakarbonyl železa Fe(CO)5, vázané koordinačními vazbami, jež se při vysoké teplotě rozpadnou na jemňoučký kovový prášek.

## Postup výroby

### Lisování
Dokonale promísený a přesně odměřený (odvážený) prášek se vloží do lisovací formy, kde se vysokým tlakem slisuje na polotovar. Přitom velmi záleží na frakci prášku a na formě zrnek. Kvalita prolisování (zhutnění) polotovaru je rozhodující pro pevnost a smrštění dílu. Tento vylisovaný polotovar lze snadno upravit obráběním, například vyvrtáním otvorů.

### Spékání (sintrování)
Prvotní výrobky bývají dosti porézní, takže v případě, že to není žádoucí, dochází k jejich dalšímu spékání. Při něm dojde k vzájemnému splynutí práškových částic. Při malých teplotách dojde pouze k povrchovému slinutí, při vyšších pak k mřížkové difuzi.

Výrobky se po spékání dost smrští, s čímž je třeba předem počítat.

## Dodatečné opracování
- Kalibrace – pokud je vyžadována vysoká přesnost.
- Obrábění – u dílů, jež nelze vyrobit pouze lisováním; k dosažení přesnějšího rozměru nebo kvalitnějšího povrchu.
- Kalení – stejně jako u běžné oceli, někdy se výrobky ještě cementují v uhlíkové atmosféře.
- Napařování – přehřátou párou, přičemž na stěnách zrnek vzniká tenká, asi 10mikrometrová vrstva tvrdého Fe3O4
- Povlakování – zejména slinutých karbidů